# جون بي. كليمر
جون بي. كليمر (بالإنجليزية: John B. Clymer)‏ هو كاتب سيناريو أمريكي، ولد في 6 مارس 1887 في فيلادلفيا في الولايات المتحدة، وتوفي في 24 مايو 1937 في هوليوود في الولايات المتحدة بسبب نوبة قلبية.

## أفلام مختارة
- رماد الجمر (1916)
- سمعة (1917)
- الفراشة (1917)
- دوقة الشك (1917)

## وصلات خارجية
- جون بي. كليمر على موقع IMDb (الإنجليزية)
- جون بي. كليمر على موقع أول موفي (الإنجليزية)
- جون بي. كليمر على موقع قاعدة بيانات الأفلام السويدية (السويدية)
- جون بي. كليمر على موقع قاعدة بيانات الفيلم (الإنجليزية)
- جون بي. كليمر على موقع كينوبويسك (الروسية)